# Issei Miyazaki
Issei Miyazaki (宮崎 一成, Miyazaki Issei) est un seiyū japonais membre de TAB Production. Il est né le 31 mai 1971 à Asaminami-ku.

## Rôles vocales
- Gen dans Barefoot Gen
- Takashi Yamazaki dans Cardcaptor Sakura
- Kenji Ninomiya dans Kamichu!
- Subaru Sumeragi dans X1999
- Jun Misugi dans Captain Tsubasa (Road to 2002)
- Sin dans Guilty Gear 2: Overture , Guilty Gear Xrd[1]
- Ichirō Sumishiba dans Dragon Drive

### CD Drama
- GENE Tenshi wa Sakareru (Raka)
- Love Mode (Naoya Shirakawa)
- Soshite Koi ga Hajimaru (Miki Tamura)